# Ficção científica do Brasil

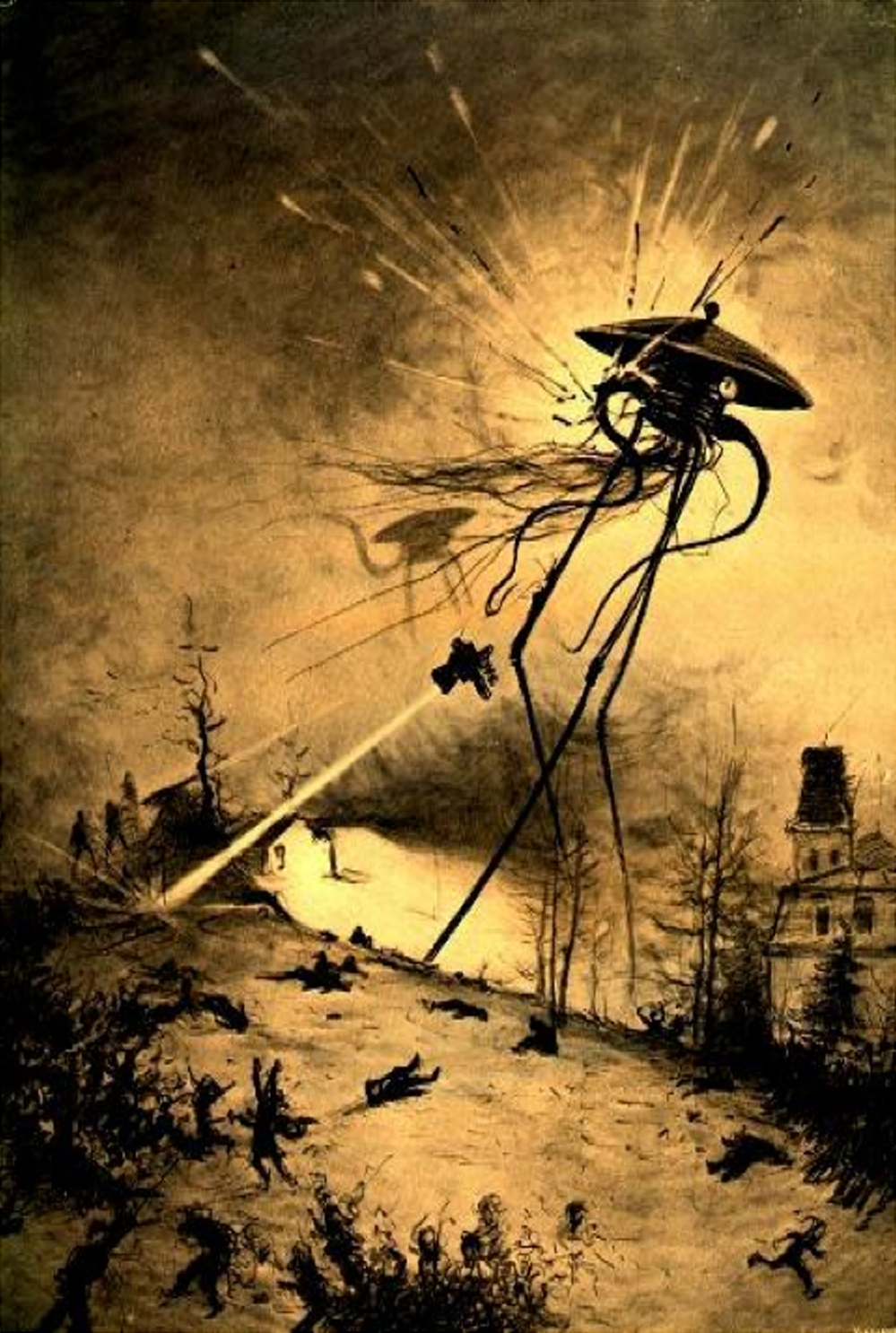
Tripods: ilustração do brasileiro Henrique Alvim Corrêa, para a edição belga de 1906 de A Guerra dos Mundos de H. G. Wells.

A ficção científica do Brasil é um segmento literário que nunca demonstrou a popularidade conquistada por outros segmentos, embora possua um público cativo e fiel de aficionados. Foi praticada por diversos autores influenciados por escritores internacionais do gênero, que tem grande popularidade nos Estados Unidos ou Europa. Por outro lado, desde cedo autores brasileiros consagrados se aventuraram a escrever obras que podem ser consideradas ficção científica, como o romance O Doutor Benignus (1875) do português naturalizado brasileiro Augusto Emílio Zaluar, e o conto O Imortal (1882), de Machado de Assis.

## História

### Precursores
Os primeiros textos do gênero no país (denominados ainda como proto-FC) datam do século XIX. São eles: o conto apocalíptico O Fim do Mundo (1857), de Joaquim Manuel de Macedo, a história futura Páginas da história do Brasil, escritas no ano 2000 de Joaquim Felício dos Santos, uma sátira política publicada entre 1868 a 1872 no jornal O Jequitinhonha, e O Doutor Benignus, do português Augusto Emílio Zaluar, inspirado em Júlio Verne e Camille Flammarion e classificado como um romance cientifico.
Machado de Assis (1839-1908) irá publicar o conto O Imortal (1882), que apresenta características do gênero; em 1899, é lançado o romance A Rainha do Ignoto de Emília Freitas, narrativa que trata de uma sociedade secreta de mulheres que realizam feitos positivos de cunho social.
Entre janeiro e outubro de 1907, a revista infantil O Tico-Tico publicou a novela Viagens maravilhosas do Dr. Alpha ao mundo dos planetas, escrito e ilustrado por Oswaldo Silva, possivelmente a primeira narrativa de viagem espacial da ficção científica brasileira.
Em 1908, Coelho Neto publica Esfinge, considerado o "Frankenstein brasileiro", o romance apresenta a história de James Marian, um ser artificial criado por meio de uma cirurgia misteriosa, que possui a cabeça de uma mulher e o corpo de um homem.
Muitos autores brasileiros clássicos assinaram eventualmente obras que podem ser classificadas como de ficção científica ou algo próximo disso. Lima Barreto (1881-1922) também enveredou pelo gênero nos contos  A Nova Califórnia (1911). e Congresso pamplanetário (1920).

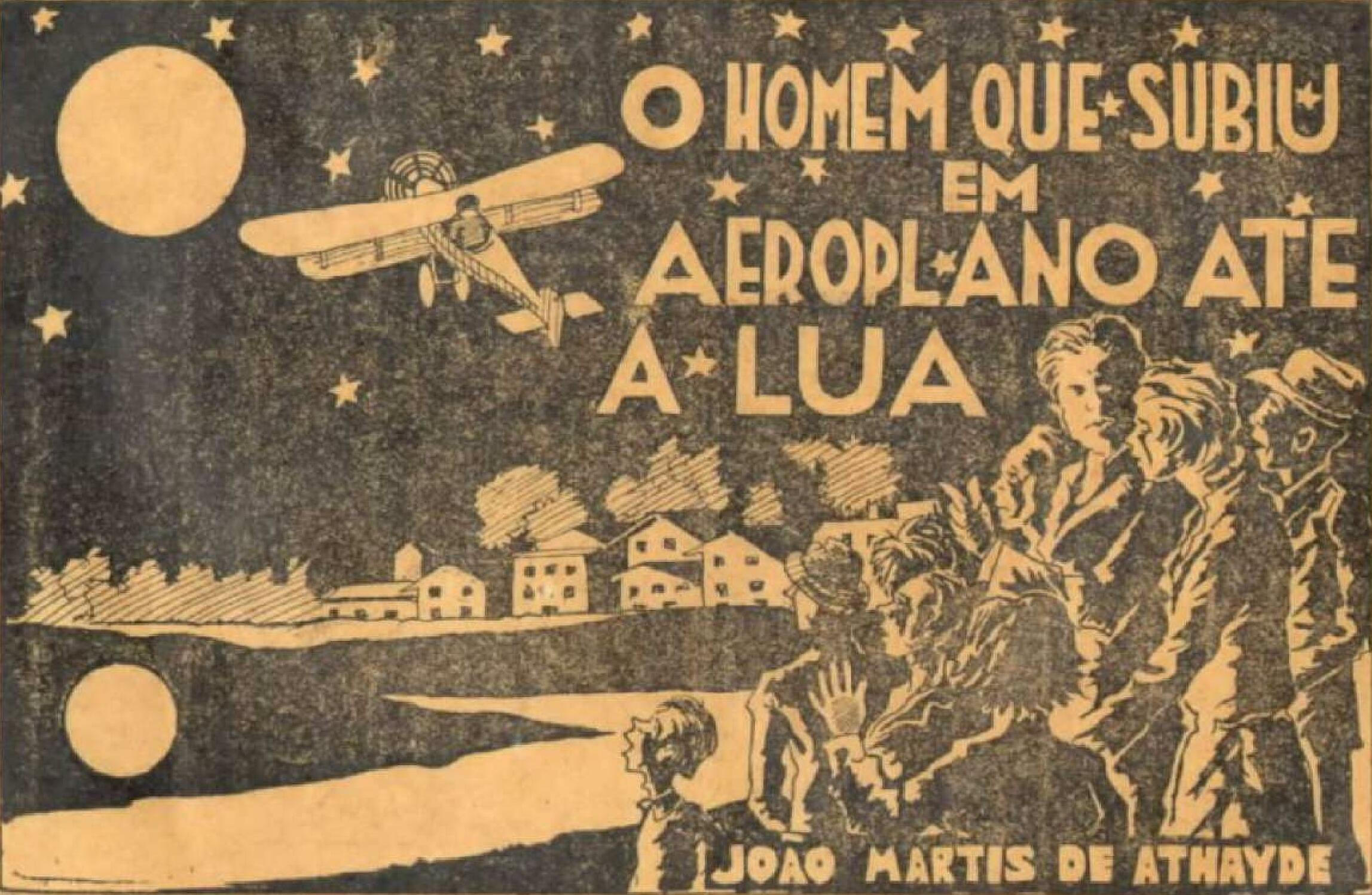
O homem que subiu de aeroplano até a Lua

Em 1918, Leandro Gomes de Barros publicou ficção científica na forma de literatura de cordel, O homem que subiu de aeroplano até a Lua.

Em 1922, é publicado o romance O Reino de Kiato de Rodolfo Teófilo, publicado pela editora de Monteiro Lobato, o livro fala de um país que eliminou 3 males : álcool, fumo e sífilis, o livro possui inspiração eugenista. 

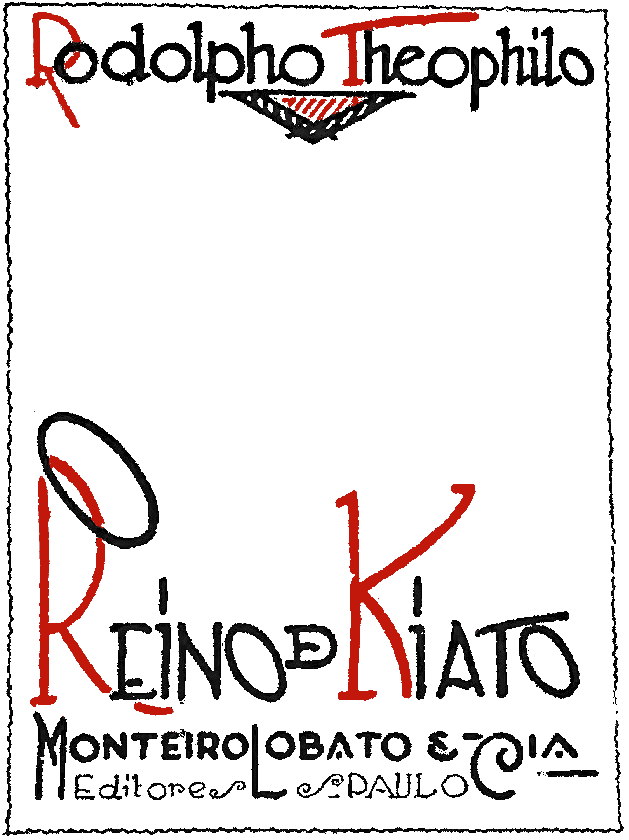
Capa de O Reino de Kiato de Rodolfo Téofilo (1922)

Em 1923, é lançado o romance A Liga dos Planetas, de Albino José Ferreira Coutinho. Nesse mesmo ano, é publicado o cordel O Romance do Pavão Misterioso, atribuído a João Melchíades Ferreira da Silva, mas que teria sido escrito originalmente por José Camelo de Melo Rezende, a história apresenta o Pavão Misterioso do título, um veículo em forma de pavão que antecede o helicóptero, que só seria apresentado em 1937.
Outros autores da primeira metade do século XX também incursionaram no gênero, como Gastão Cruls (A Amazônia misteriosa, inspirado em A Ilha do Dr. Moreau de H. G. Wells), Afonso Schmidt (Zanzalá) e Menotti del Picchia (A República 3000 ou A filha do inca) com narrativas de mundos perdidos, Érico Veríssimo (As aventuras de Tibicuera, Viagem à aurora do mundo), Adalzira Bittencourt (Sua Excia. a Presidente da República no Ano 2500), Guimarães Rosa e Gomes Netto. Monteiro Lobato produziu um romance adulto de FC pura, chamado O choque das raças (ou O Presidente Negro), que, porém, não goza de boa fama por seus aspectos racistas e machistas na visão dos críticos. Nos anos de 1930, Berilo Neves publicou três livros de contos de ficção científica.
Em 1947, Jerônymo Monteiro lançou 3 meses no século 81, romance com inspiração na obra de H. G. Wells, além de A cidade perdida (1948), Fuga para parte alguma (1961), Os viajantes do espaço (1963) e Tangentes da realidade (1969)  – o autor era jornalista, publicou romances policiais e também contribuiu para o rádio com as radionovelas do seu personagem Dick Peter, um criminalista americano que também vivia aventuras de ficção científica. 
Em 1949, Rubens Francisco Lucchetti publica em formato de folhetim  nojornal Diário da Manhã, de Ribeirão Preto, o romance O Criador de Monstros, que apresentava o cientista louco Dr. Anton Zola, que guarda semelhanças com o Dr. Moreau e faz experimentos de material genético de humanos e animais. Rubens Francisco Lucchetti ficou conhecido como Papa do pulp ou Decano dos pulps, por conta de suas histórias de detetive e mistério e roteiros de filmes e quadrinhos de terror, sobretudo os do personagem Zé do Caixão, interpretado pelo ator e cineasta José Mojica Marins. Lucchetti prefere não ser chamado de escritor, mas de ficcionista.
Em 1955, ocorreu o lançamento da revista Fantastic pela editora Edigraf, versão brasileira da norte-americana Fantastic, publicando os autores Jerome Bixby, Fritz Leiber, Ivar Jorgensen, Dean Evans, e Roy Huggins – a revista circulou até 1961.

### Primeira Onda

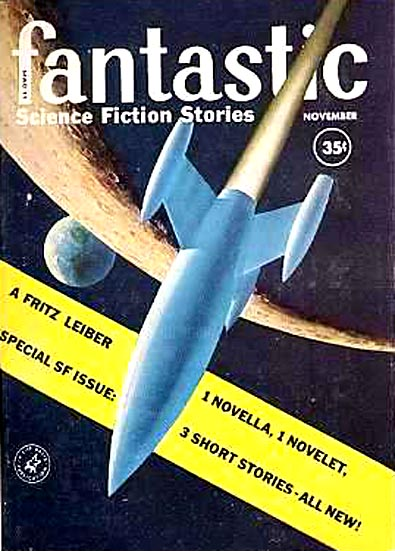
Capa da revista americana Fantastic

A periodização em ondas para a ficção científica latino-americana foi proposta pelas críticas Andrea L. Bell e Yolanda Molina-Gavilán, na introdução à antologia Cosmos Latinos: An Anthology of Science Fiction From Latin America and Spain, observada por pesquisas que se seguiram, como as de M. Elizabeth Ginway, Ramiro Giroldo e Roberto de Sousa Causo.
A Primeira Onda é também conhecida como Geração GRD, termo cunhado pelo crítico e escritor Fausto Cunha, no ensaio Ficção científica no Brasil: Um planeta quase desabitado. Faz referência às Edições G.R.D., cujo editor é Gumercindo Rocha Dorea, responsável por apresentar muitos dos nomes da ficção científica brasileira nascente, assim como por publicar, em português, títulos traduzidos de grande relevância escritos por C. S. Lewis, Robert A. Heinlein, James Blish, Walter M. Miller Jr., John Wyndham, Kurt Vonnegut, Chad Oliver e outro. Como sugere Ramiro Giroldo sobre esse período, A despeito da comum tentativa de contestar os paradigmas da ficção científica norte-americana e lidar com o contexto brasileiro, como quer Ginway, a Primeira Onda não procurou fixar fórmulas ou convenções: trata-se de um grupo de autores  heterogêneo que fez uso  de distintas poéticas para alcançar um objetivo  símile.
O marco inicial do período é o ano de 1957. A Livraria Martins publicou O homem que viu o disco-voador (1958) de Rubens Teixeira Scavone (assinado com o pseudônimo Senbur T. Enovacs). A editora Cultrix lançou a antologia Maravilhas da ficção científica (1958), organizada por Fernando Correia da Silva e Wilma Pupo Nogueira Brito, com introdução de Mário da Silva Brito, trazendo apenas autores estrangeiros. Foi a primeira antologia de FC montada no Brasil.

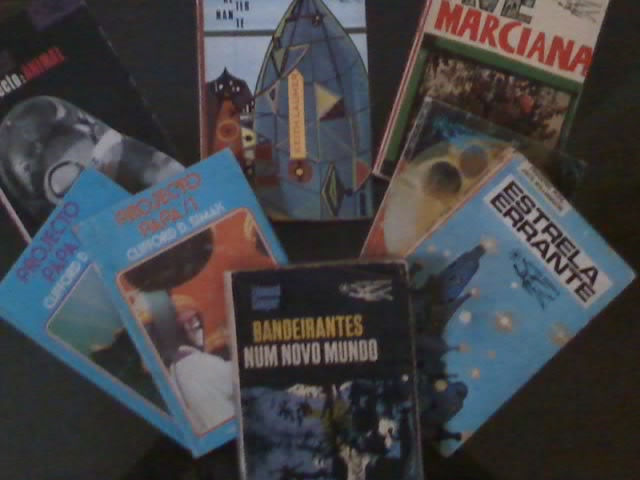
Livros da Colecção Argonauta

Na década de 1950, chegam ao mercado brasileiro, as edições de bolso da Colecção Argonauta da editora portuguesa Livros do Brasil, especializada em ficção científica da chamada Era de Ouro.
Em 1960, Dinah Silveira de Queiroz publicou o livro de contos Eles herdarão a Terra (1960). A escritora já era muito publicada no período e com êxito na literatura insólita com o romance Margarida de La Rocque (1948). Depois publicou o livro de contos Comba Malina (1969).
No mesmo ano de 1960, o escritor Fausto Cunha publicou seu livro de estreia, o volume de contos As noites marcianas. Sua contribuição será relevante, inclusive pelo papel que desempenha na crítica.
Em 1961, as Edições G.R.D. publicaram a pioneira Antologia brasileira de ficção científica, organizada por Gumercindo Rocha Dorea e a primeira a trazer apenas autores nacionais: André Carneiro, Antônio Olinto, Clóvis Garcia, Dinah Silveira de Queiroz, Fausto Cunha, Jeronymo Monteiro, Lúcia Benedetti, Rubens Teixeira Scavone e Zora Seljan. O livro trouxe como introdução um importante ensaio de João Camilo de Oliveira Torres. No mesmo ano, Dorea lançou outra antologia relevante ao período: Histórias do acontecerá – o título foi uma sugestão de Rachel de Queiroz ao editor Dorea. Na antologia, a autora assina seu único conto de ficção científica, Ma-Hôre, bastante citado pela crítica. O volume trouxe contos de Álvaro Malheiros, André Carneiro, Antônio Olinto, Clóvis Garcia, Dinah Silveira de Queiroz, Fausto Cunha, Leon Eliachar, Jerônymo Monteiro, Rachel de Queiroz, Ruy Jungman e Zora Seljan.
Em 1963, André Carneiro publicou o livro de contos Diário da nave perdida.
Jerônymo Monteiro segue sendo, nesse período, um autor fundamental: em 1964, irá fundar a Sociedade Brasileira de Ficção Científica, tornando-se editor do Magazine de ficção científica, edição brasileira do The Magazine of Fantasy & Science Fiction estadunidense.
Entre 12 e 18 de Setembro de 1965 foi realizada a  1.ª Convenção Brasileira de Ficção Científica, nesse evento foi lançado o primeiro fanzine brasileiro de ficção científica, O Cobra (órgão Interno da 1.ª Convenção Brasileira de Ficção Científica), editado pela recém-fundada Associação Brasileira de Ficção Científica (que também publicaria o fanzine Dr. Robô).
Em 1968, surge a revista Galáxia 2000 da Edições O Cruzeiro, versão brasileira da revista americana The Magazine of Fantasy & Science Fiction, mas a revista brasileira dura apenas seis edições, publicando não só histórias da matriz americana, como as das versões francesa, italiana e argentina, trazendo autores como Graham Greene, Isaac Asimov, Brian W. Aldiss, Valentina Zhuravleva, Jorge Luis Borges e Rachel de Queiroz. Também com o título de Galáxia 2000, a editora publicou uma coleção de livros de ficção científica, que durou dezesseis edições, em sua décima quarta edição publicou em um só volume os primeiros dois episódios a série de space opera alemã Perry Rhodan, com o título Operação Astral. Em 1970, a Livraria do Globo, de Porto Alegre lançou uma nova versão chamada Magazine de Ficção Científica, editada pelo veterano Jerônymo Monteiro, com consultoria da Associação Brasileira de Ficção Científica, contudo, Monteiro viria a falecer no mesmo ano, Monteiro publicou histórias da revista americana e de autores brasileiros, como as dele próprio, Nilson D. Martello, Dirceu Borges, Walter Martins, Clóvis Garcia, Walmes Nogueira Galvão, Rubens Teixeira Scavone, entre outros, com a morte de Monteiro, a nona edição, publicada em dezembro do mesmo ano, passou a ser editada por sua filha, Therezinha, a revista teve vinte edições e foi encerrada em 1972, de acordo com Therezinha, ela apenas deu continuidade ao material selecionado pelo pai. No mesmo ano, a editora publicou três números da Antologia da Ficção Científica, trazendo material traduzido publicado anteriormente na revista.
Na década de 1970, a ficção científica brasileira tende a fazer uma crítica, mesmo que indireta, ao regime militar instalado em 1964 – movimento denominado Onda de Utopias e Distopias (1972-1982), transição da Primeira para a Segunda Onda. Segundo Roberto de Sousa Causo, exemplos de narrativas dessa tendência seriam: O Copo de Cristal, de Jerônymo Monteiro; Sociedade Secreta, de Domingos  Carvalho da Silva; O Ôlho Mágico, de Wladyr Nader; e Diário da Nave Perdida e O  Casamento  Perfeito, de André  Carneiro.
Na Série Vaga-Lume, a escritora Lúcia Machado de Almeida, publicou diversos livros infanto-juvenis, alguns deles abordaram a ficção científica, como Spharion (1979), Aventuras de Xisto (1982), Xisto no Espaço (1982) e Xisto e o Pássaro Cósmico (1983).
Em 1975, Perry Rhodan começa a ser publicado regularmente pela Ediouro no formato de bolso. No mesmo ano, Stella Carr publica um dos poucos exemplos de ficção pré-histórica do país, o romance O homem do Sambaqui: (uma estória na pré-história), uma obra que especula sobre a pré-história brasileira.
As editoras de origem hispânica Monterrey e Cedibra (filial brasileira da Editorial Bruguera) tiveram êxito com a chamada literatura pulp de bolso publicado diversos gêneros como faroeste, espionagem, policial, guerra e também ficção científica, a princípio publicando autores espanhóis (que utilizavam pseudônimos anglófonas) e logo depois brasileiros, em Brigitte Montfort da série ZZ7, escrita principalmente por Lou Carrigan (o espanhol Antonio Vera Ramirez). Brasileiros como Ryoki Inoue (Monterrey) e Rubens Figueiredo também escreveram esse tipo de narrativa, sob pseudônimos. Carrigan chegou a incluir elementos de ficção científica em pelo menos duas histórias publicadas na série ZZ7: Soldados do futuro e O homem da guerra, em 1988, Inoue publicou uma série de FC na Monterrey, Século XXI, que possuía elementos de ficção científica hard, Inoue chegou a ser reconhecido pelo Guiness Book of Records como escritor mais prolífico do mundo.  De 1972 a 1981,  Rubens Francisco Lucchetti foi um dos editores da Cedibra , segundo ele, no começo eram publicados livros de autores de espanhóis, logo depois, a editora investiu em autores locais. Em 1974, para a Cedibra, Lucchetti criou uma série de livros de bolso do gênero space opera chamada Equipe Aquarius para Coleção SOS - Ficção Científica, onde usou o pseudônimo K. L. Munro.

### Segunda Onda
É chamada de Segunda Onda da Ficção Científica Brasileira, com início em 1982, o grupo de autores brasileiros de ficção científica que escreveram nas décadas de 1980 e 1990. Em 1988, o escritor Ivan Carlo Regina lança o Manifesto Antropofágico da Ficção Científica Brasileira', inspirado no Movimento antropofágico do Modernismo brasileiro, criando também o Movimento Supernova.
Na década de 1980, surgem fanzines ligados a clubes de astronomia, tais como Star News, da Sociedade Astronômica Star Trek, de São Paulo, e o Boletim Antares, do Clube de Ficção Científica Antares, surgido do Clube de Astronomia Antares, de Porto Alegre, Hiperespaço de Cesar R.T. Silva, José Carlos Neves e Mário Dimov Mastrotti.
O  escritor Bráulio Tavares cunha  a expressão "síndrome do Capitão Barbosa", segundo ele, os leitores não aceitariam um capitão de uma nave espacial avançada com um nome brasileiro.
Em 1983, R. C. Nascimento publicou o livro Quem É Quem na Ficção Científica Volume I: A Coleção Argonauta, e na última página, Nascimento propõe a fundação do Clube de Leitores de Ficção Científica (CLFC), criado em 1985 e lançando o fanzine Somnium.  No mesmo ano, o jornalista Jorge Luiz Calife, depois de conquistar fama como um dos inspiradores do romance 2010: Odyssey Two, de Arthur C. Clarke, publicou o primeiro livro de uma trilogia própria, Padrões de Contato, encerrada em 1991.
Em 1988, surge o primeiro fã-clube de Perry Rhodan dentro do Clube de Leitores de Ficção Científica, formado por Sérgio Roberto L. Costa, Maria Ângela C. Bussolotti, Caio Cardoso Sampaio e Roberto de Sousa Causo, que, no mesmo ano, publicam o fanzine O Rhodaniano.  Em 1988, surgiu o Prêmio Nova no fanzine Anuário Brasileiro de Ficção Científica de Roberto de Sousa Causo.
Articulada inicialmente em torno de diversos fanzines e posteriormente surge a revista Isaac Asimov Magazine pela Editora Record (vinte e cinco edições publicadas entre 1990 e 1992). Com a colaboração de membros do Clube dos Leitores de Ficção Científica, a revista publicou histórias das revista americanas Asimov's Science Fiction e  Analog Science Fiction and Fact e de autores brasileiros como André Carneiro, Carlos Orsi, Cid Fernandez, Finisia Fideli, Gerson Lodi-Ribeiro, Ivanir Calado, Jorge Luiz Calife, Roberto Schima, Roberto de Sousa Causo, Ruth de Biasi e Sylvio Gonçalves, além de artigos de Braulio Tavares, a revista chegou a promover o Prêmio Jeronymo Monteiro para autores brasileiros, o primeiro concurso nacional de histórias de ficção científica. Em 1985, Alfredo Sirkis lança o romance Silicone XXI. O cantor e compositor Fausto Fawcett lançou o romance cyberpunk Santa Clara Poltergeist (1990). O termo tupinipunk, cunhado por Roberto de Sousa Causo, é usado para descrever essas obras.
Entre 1992 e 1994, o fanzine Megalon (surgido em 1987) de Marcello Simão Branco organiza o Prêmio Tapìrài. Em 1993, o Prêmio Nova passou a ser administrado pela Sociedade Brasileira de Arte Fantástica (SBAF).  Em 1995, Marcelo Cassaro lançou o romance Espada da Galáxia e ganha o Prêmio Nova na categoria Ficção Longa Nacional.
Destacam-se também as publicações da Editora Ano-Luz (1997-2004), além de diversas outras iniciativas qu mantém ocupados os editores de fanzines e o pequeno fandom literário local.
A produção brasileira de ficção científica também já atraiu interesse acadêmico, tendo gerado escritos do estudioso e autor brasileiro Roberto de Sousa Causo, de Ramiro Giroldo (da Universidade Federal do Mato Grosso do Sul, do historiador Francisco Alberto Skorupa, e do francês Eric Henriett, que aponta a produção brasileira no subgênero da História Alternativa como a mais original dessa vertente. Também foi alvo de estudos da brasilianista norte-americana M. Elizabeth Ginway, autora de Ficção Científica Brasileira: Mitos Culturais e Nacionalidade no País do Futuro (Devir, 2005).
Entre os nomes mais atuantes desta geração encontram-se Octavio Aragão (organizador e criador do Universo Intempol, iniciativa brasileira de gerar uma franchising multimídia, como as americanas Jornada nas Estrelas ou Arquivo X), Carlos Orsi, Fábio Fernandes, o premiado romancista e roteirista Max Mallmann e, talvez o mais bem-sucedido autor brasileiro dentro do gênero - com livros publicados no Brasil e Portugal - Gerson Lodi-Ribeiro.
Em 1997, surge a Sci-Fi News da Meia Sete Editora, mais tarde publicada pela Editora Bella, foi uma revista mensal brasileira especializada em ficção científica, fantasia e horror atuou por mais de 10 anos no mercado brasileiro, abordava filmes, seriados estrangeiros, assim como livros e acontecimentos no mercado nacional. Com uma coluna mensal sobre o mercado de literatura, e recorrente publicação de contos inéditos do escritor Renato Azevedo, o veículo se propunha o ato da leitura a um público mais acostumado ao estímulo visual da TV e da Internet.
Também em 1997, Roberto de Sousa Causo e Edgard Guimarães editam a Biblioteca Essencial da Ficção Científica Brasileira, publicando estudos, catálogos e ensaios de autores da ficção científica brasileira como o próprio Roberto de Sousa Causo e reeditando o livro Introdução ao Estudo da Science Fiction de André Carneiro, publicado originalmente em 1967.
A Sci-Fi news teve um spin-off, a Sci-Fi Contos, editada por Fábio M. Barreto, com assessoria editorial do  Clube de Leitores de Ficção Científica, a revista publicou contos e noveletas inéditos e fanfics inspirados por séries e universos conhecidos, porém a iniciativa foi cancelada em sua terceira edição. Revistas como Starlog da Mythos Editora (versão brasileira da revista americana), Dimensão X da Editora Escala, Quark da MB Editora de  Marcelo Baldini, inicialmente um fanzine que publicava reportagens e contos de autores brasileiras,  e Cine Monstro surgiram ao longo dos últimos anos, mas também deixaram de ser publicadas. Quark e Sci-Fi contos foram revistas de ficção científica propriamente.
Em 2000, o CLFC cria o Prêmio Argos, e em 2001, a SFBA cria o Prêmio SBAF. Ainda em 2000, Ivanir Calado publica um conto sobre os sambaquis initulado Foi assim (talvez) em Aventura no Tempo — Os Primeiros Brasileiros (Editora Record) publicado em comemoração aos 500 anos de descobrimento do Brasil.

### Terceira Onda
Assim como acontece com a segunda onda em relação a primeira, a terceira onda não é propriamente discípula da segunda. É a geração de começa com a transição dos fanzines para os meios eletrônicos como blogs na Internet e revistas eletrônicas (como a Scarium), mas que passa primeiro por um período nebuloso de publicações em pequenas editoras sem tradição no gênero. É neste período que surgem romances como o techno-thriller Quintessência (2004) de Flávio Medeiros Jr., as space operas Véu da verdade (2005), de J. M. Beraldo, e Hegemonia: O Herdeiro de Basten (2007), de Clinton Davisson Fialho, e o thriller Síndrome de Cérbero (2007), de Tibor Moricz. Com o surgimento das redes sociais como o Orkut e, posteriormente o Facebook, a divulgação desse tipo de obra começou a ganhar maior espaço.
Alguns poucos escritores da Segunda Onda se reinventaram, mantendo sintonia com os novatos da terceira, prosseguindo com seu ritmo de publicações, onde destacam-se Octavio Aragão, Gerson Lodi-Ribeiro, ambos publicados em 2006 pelo breve selo Unicórnio Azul, da Editora Mercuryo.
É neste período que a Editora Devir, conhecida no Brasil pelo seu trabalho na publicação de RPGs e histórias em quadrinhos, publica seus primeiros romances e antologias de contos de ficção científica de autores nacionais, especialmente da Segunda Onda, como Roberto de Sousa Causo e Jorge Luiz Calife, assim como os livros Taikodom: Despertar, escrito por J. M. Beraldo, e Taikodom: Crônicas, escrito por Gerson Lodi-Ribeiro e baseados no jogo Taikodom, e o Anuário de Literatura Fantástica de Cesar Silva e Marcello Simão Branco.
Em 2001, a SSPG inciou a publicação da série alemã Perry Rhodan (que havia sido deixada de ser publicada pela Ediouro em 1991), além das novelas traduzidas, publicou artigos e contos de autores brasileiros.
Com o surgimento de gráficas de impressão a baixo custo e a popularização dos leitores de livros digitais como Kindle e Kobo, a Terceira Onda ganhou mais força com o surgimento de diversas editoras de pequeno porte.
Em 2007, Richard Diegues e Gianpaolo Celli fundam a Tarja Editorial, com o intuito de publicar ficção fantástica contemporânea de autores nacionais e internacionais. Ao longo de seus sete anos de atividade a editora publica dezenas de livros, inclusive coletâneas como Steampunk: Histórias de um passado extraordinário, FC do B: Ficção Científica Brasileira, Cyberpunk: Histórias de um futuro extraordinário, Retrofuturismo  e a série Paradigmas (volumes 1, 2, 3 e 4), revelando novos talentos literários tais como Cristina Lasaitis, Hugo Vera, Camila Fernandes, Romeu Martins e Marcelo Jacinto Ribeiro. Publica também os romances Fome de Tibor Moricz, Dias da peste de Fábio Fernandes, e Casa de vampiros, de Flávio Medeiros Jr.. Ainda em 2007, a Não Editora lança a série de antologias Ficção de Polpa.
Em 2008, a historiadora Urda Alice Klueger publica o romance Sambaqui.
Entre 2008 e 2010, Nelson de Oliveira editou a revista semestral Portal, com cada edição dedicada a uma obra famosa de ficção científica: Solaris, Neuromancer, Stalker, Fundação, 2001 e Fahrenheit 451,  trazendo ao todo 150 páginas de histórias de autores brasileiros. Em 2008, o cordelista e ilustrador Klévisson Viana lança o cordel O cangaceiro do futuro e o jumento espacial.
Em 2009, a editora fluminense Multifoco lança a antologia Solarium: Contos de ficção científica com histórias de  Danny Marks, Marcus Vinicius da Silva, Delfin, Hugo Vera, entre outros, no mesmo ano,  é fundada a Editora Draco, por Erick Santos, cujo foco é exclusivamente na publicação de ficção nacional. A editora lança chamadas a antologias temáticas (space opera, dieselpunk, steampunk, super-herói, kaiju, entre outras), publicando através destas tanto autores da Segunda Onda como novos autores na Terceira Onda. Em menos de 5 anos a editora já conta com dezenas de livros publicados, todos de autores nacionais como Gerson Lodi-Ribeiro, Carlos Orsi, J. M. Beraldo, Hugo Vera e Eric Novello. Em 2011, a editora Argonautas lança a antologia Sagas. José Roberto Vieira (também conhecido como Oghan N'thanda), lança o primeiro livro de O Baronato de Shoa, A Canção do Silêncio, um misto de steampunk e fantasia.
Em 2012, Nelson de Oliveira publica a antologia Todos os Portais: Realidades Expandidas pela Terracota Editora. No mesmo ano, acontece a primeira edição da Odisseia de Literatura Fantástica.
Em 2013 é publicada a primeira edição da revista Trasgo, uma publicação eletrônica trimestral de contos de ficção científica e fantasia, criada e organizada pelo escritor Rodrigo van Kampen. A Trasgo vem lançando edições trimestrais desde então e se consolidou como um importante semiprozine brasileiro, mantendo sua produção periódica e remunerando todos envolvidos na revista através de um sistema de financiamento coletivo recorrente. A revista já publicou em suas edições contos de importantes nomes da ficção científica nacional, assim como material de novos escritores.
Também em 2013, as escritoras Lady Sybylla e Aline Valek lançaram a coletânea Universo Desconstruído - ficção científica feminista, a primeira coletânea do gênero no Brasil, que hoje conta com um segundo volume, lançado em 2016, onde autoras e autores nacionais escreveram contos pelo viés feminino ou feminista, tratando de temas que vão da opressão feminina ao aborto. Em 2016, Aline Valek lançou seu primeiro livro. Em 2015, Melissa Tobias lança de forma independente romance A realidade de Madhu, o livro só ganharia notoriedade em 2020, por ter supostamente previsto a Pandemia de COVID-19, embora a pandemia descrita no livro seja de de uma doença respiratória, mas sim psicossomática, a autora afirma ter se inspirado em Naturologia e nos escritos do médium Chico Xavier em 2020, o livro foi relançado pela editora Novo Século, o sucesso inesperado do livro inspirou a autora a continuar a história com os livros A Realidade dos Sete e Nur - A origem de Madhu, também lançados pela Novo Século.
Em 2014, Enéias Tavares lança o romance steampunk A lição de anatomia do temível Dr. Louison pelo selo Casa da Palavra da editora LeYa, primeiro livro da série Brasiliana Steampunk.

### Quarta Onda
A Quarta Onda é a atual geração de escritores de ficção científica brasileira.
Em 2015, a escritora Francélia Pereira lança o primeiro livro da série Habitantes do Cosmos, inspirada nas light novels, a série é ambientada no futuro, a venusiana Artemísia é uma descedente das icamiabas, as lendárias guerreias tupi que sai em busca de um muiraquitã, após o lançamento do primeiro livro pela editora Buriti, a autora seguiu publicando de forma independente usando o financiamento coletivo, atualmente, faz parte do catálogo da Graphite Editora.
Em 2016, em homenagem ao nascimento de Jeronymo Monteiro, o dia 11 de dezembro se tornou o Dia da ficção científica brasileira.
Em 2017 a Trasgo lançou seu primeiro volume físico, Trasgo: Ano Um, contendo os contos do primeiro ano da revista (edições 1 a 4) e mais três contos exclusivos escritos pela equipe editorial. A editora Dame Blanche, especializada em novelas brasileiras dentro do universo da ficção especulativa, lançou seu primeiro ebook de ficção científica, uma space opera escrita por Lady Sybylla. Jean Gabriel Álamo lança o romance cyberpunk Poder Absoluto.
Pela editora Malê, Fábio Kabral lança o romance afrofuturista O caçador cibernético da rua 13 (2017),  através de financiamento coletivo, Lu Ain-Zaila lança a coletânea de contos Sankofia: breves histórias afrofuturistas (2018), em 2019, Kabral lança A cientista guerreira do facão furioso. Pela Avec Editora, Duda Falcão seleções para uma série de antologias temáticas Multiverso Pulp, dedicada a gêneros do fantástico como espada e feitiçaria, space opera e terror. A Draco lança a campanha de financiamento coletivo da antologia Cyberpunk - Registros Recuperados de Futuros Proibidos. Em 2018, José Roberto Vieira (assinando como Oghan N’Thanda) lança Despedida de Outono: Um drama steampunk, steampunk é a versão afrofuturísta do steampunk (formado pelos termos steampunk e funk).
Surgem subgêneros com inspiração brasileira como cyberagreste, sertãopunk e amazofuturismo.
Em 2018, surge a editora Kitembo Edições Literárias Edições Literárias, o nome é originário de uma divindade angola, a editora é focada em literatura afrofuturista. Dentre os trabalhos publicados, está a a antologia Afrofuturismo: O Futuro é nosso e o romance space opera Ancestral de Israel Neto.
Em 2019, a Editora Patuá lança a Coleção Futuro Infinito, dedicada a publicar obras inéditas de ficção científica brasileira contemporânea, e tocada pelo escritor Luiz Bras, heterônimo de Nelson de Oliveira. A coleção mescla livros de jovens autores, como Gabriel Carneiro, Ricardo Celestino, Romy Schinzare, Michel Peres, André Cáceres, Marco Aqueiva, com os de veteranos da segunda e terceira onda, como Fábio Fernandes, Roberto de Sousa Causo, Bráulio Tavares, Claudia Dugim e Ivan Carlos Regina.
Em outubro de 2020, a editora Marca de Fantasia lança a antologia 2021, organizada por Edgar Franco, a antologia publicou contos inspirados em artes de Edgar Franco escritas por Edgar Smaniotto, Fábio Fernandes, Fabio Shiva, Gazy Andraus, Gian Danton, Nelson de Oliveira e Octávio Aragão.
Em 2021, Alê Santos lança o romance afrofuturista O Último Ancestral pela HarperCollins Brasil. e, no mesmo ano, Sandra Menezes lança o romance afrofuturista O céu entre mundos pela editora Malê. Em 2022, Lucas Mota ganha o Prêmio Jabuti de Melhor Romance de Entretenimento pelo livro Olhos de Pixel (2021), publicado pela Plutão Livros.

## Outras Mídias

### Séries

#### Televisão
Em 1954, a TV Record lança a série Capitão 7, estrelado por Ayres Campos, o personagem logo seria transportado para as histórias em quadrinhos pela Editora Continental, onde ganhou superpoderes.
Em 1957, a TV Tupi lançou a série de ficção científica brasileira Lever no Espaço, patrocinado pelas industrias Lever.
Elementos de ficção científica apareceram de forma mais visível como elemento complementar em telenovelas como O Clone, da autora Glória Perez, Kubanacan de Carlos Lombardi e a Trilogia Caminhos do Coração da TV Record (cujo autor, Tiago Santiago, foi colaborador de Kubanacan).
Em 2017, estreia na TV Cultura, a série animada As Aventuras de Fujiwara Manchester, criada por Alê Camargo, o personagem da série fez estréia no conto Vamos Dançar, publicado na edição 55  (janeiro/fevereiro de 1992) do fanzine Somnium do Clube de Leitores de Ficção Científica.

#### WebSéries
Em 2010 o conceito de websérie, onde filmes curtos, dinâmicos, no ritmo do usuário da Internet, são veiculados diretamente na Rede, sem o intermédio da mídia tradicional, fez surgir produções totalmente voltadas à ficção científica, tais como Onda Zero, idealizada e dirigida por Flávio Langoni.

#### Streamings
Desde 2016, o serviço de streaming Netflix vem exibindo a série 3%, originalmente uma websérie, criação de Pedro Aguilera.
Em setembro de 2020, a série A Todo Vapor!  adaptação do universo de Brasiliana Steamunk de Enéias Tavares, estreou na plataforma de streaming Amazon Prime Video.
Em outubro de 2024, o serviço Max estreia a série Astronauta, estrelada pelo personagem de mesmo nome criado por Maurício de Sousa baseada na série de graphic novels criada por Danilo Beyruth.

### Filmes
Em 1947, é lançado a comédia Uma Aventura aos 40 de Silveira Sampaio, apontado como o primeiro filme brasileiro a flertar com elementos de ficção científica. Em 1955, é lançado Carnaval em Marte de Watson Macedo, novamente uma comédia, mas dessa vez do subgênero chanchada.
Em 1962, é lançado O 5.º Poder,  dirigido pelo diretor italiano Alberto Pieralisi e roteirizado e produzido pelo espanhol Carlos Pedregal. Em 1969, é lançado o filme Brasil Ano 2000, de Walter Lima Jr., um filme pós-apocalíptico.
Em 1971, é laçado O homem das estrelas, de Jean-Daniel Pollet, sobre um alienígena que pode viajar no tempo.
Em 1981, é lançado o filme Abrigo Nuclear de Roberto Pires.
Em 2005, é lançado o filme Um lobisomem na Amazônia, adaptação de A Amazônia misteriosa de Gastão Cruls,  com roteiro de Rubens Francisco Lucchetti e direção de Ivan Cardoso, na história, Gastão Cruls inspirou-se em A ilha do Dr. Moreau, de H. G. Wells. A adaptação cinematográfica colocou o próprio Moreau na história, segundo Luchetti, o filme seria uma adaptação de uma história sua, parte do romance O Criador de Monstros, em 2016, a primeira parte de O Criador de Monstros foi publicada com o título O Abominável Dr. Zola, baseado em seu roteiro original de Um Lobisomem na Amazônia, Lucchetti publicou Mulheres-feras da Amazônia (2019, Editorial Corvo)

### Video games
Em 1998 a empresa brasileira Perceptum lança Incidente em Varginha, jogo de tiro em primeira pessoa baseado no evento homônimo. 3 anos mais tarde seria a vez da empresa Continuum Entertainment lançar o jogo de estratégia Outlive. Este foi o primeiro jogo brasileiro a ter grande propagação internacional, sendo publicado pela Take-Two Interactive nos Estados Unidos e Europa.
Em 2004 a catarinense Hoplon Infotainment inicia o desenvolvimento do MMO Taikodom. Com plano de criar um universo ficcional multimídia, contrata o escritor veterano Gerson Lodi-Ribeiro para desenvolver o mundo que serviria de base para o jogo, assim como para escrever contos no mesmo universo. Em 2006 a empresa contrata o game designer J. M. Beraldo para também desenvolver o universo ficcional e criar o conteúdo do jogo. A primeira versão do jogo é lançada em 2008, junto ao primeiro livro da série, Taikodom: Despertar, escrito por Beraldo e publicado pela Editora Devir. Em 2009 é lançado Taikodom: Crônicas, um livro de contos de Lodi-Ribeiro, seguido dos dois volumes da graphic novel Taikodom: Eterno Retorno, de Roctávio de Castro e Eduardo Ferrara. Em 2010 a produtora assina um contrato de publicação internacional com a americana GamersFirst,  anunciado durante a E3. Em 2011 o jogo é relançado em novo formato como Taikodom: Living Universe, já sem a participação dos escritores. O lançamento internacional jamais aconteceu, apesar de em 2014 o jogo ser aprovado para publicação no Steam. Em 31 de Maio de 2015 os servidores do jogo foram desligados permanentemente.

### Histórias em quadrinhos
Em 1937, Francisco Acquarore quadriniza o romance Os Primeiros Homens na Lua de  H. G. Wells na revista O Globo Juvenil do jornal O Globo. 
Nas páginas de A Gazetinha do jornal A Gazeta, Messias de Mello ilustrada À Roda da Lua, baseada nos romances Da Terra à Lua (1865) e sua sequencia À Roda Da Lua (1869) de Júlio Verne. Messias também ilustrou  Audaz, o demolidor, de Álvaro "Aruom" Moura e Messias de Mello (1938-1949), sobre um robô gigante pilotável, inspirado em Invictus, quadrinho mexicano de Leonel Guillermo Prieto e Victaleno León que havia sido encerrado. Também nas páginas da revista, Renato Silva ilustra a tira A Garra Cinzenta, com roteiros de Francisco Armond, a tira conta a história de um cientista louco perseguido pelos inspetores de polícia Higgins e Miller.
Dick Peter, personagem criado por Jerônymo Monteiro para uma série de rádio em 1937, ganhou uma série de livros e adaptações para os quadrinhos, publicados no suplemento A Gazeta Juvenil do jorna A Gazeta, ilustrados por Abílio Corrêa e Messias de Mello, e na revista O Cômico Colegial da editora La Selva, roteirizado por Syllas Roberg  e ilustrado por Jayme Cortez.
Em 1940, Rubens de Azevedo publicada no jornal O Estado, a tira Uma viagem a saturno, Azevedo foi um famoso astrônomo, tendo fundado a Sociedade Brasileira dos Amigos da Astronomia em 1947.
Na década de 1950, a EBAL publica a revista Edição Maravilhosa, inicialmente inspirada nas revistas Classics Illustrated e Classic Comics, a revista também publicou adaptações de romances brasileiros, dentre eles, duas proto-fc, A Amazônia Misteriosa de Gastão Cruls e A filha do Inca de Menotti del Picchia.
Na década de 1960, a Editora Prelúdio publica uma adaptação do cordel O Romance do Pavão Misterioso, com ilustrações de Sérgio Lima, editora GEP publica No Mundo dos Gigantes, roteirizada por Gedeone Malagola, ilustrada por Paulo Hamasaki e Moacir Rodrigues Soares e a editora Outubro publica Zhor - O Atlanta, escrita por Francisco de Assis P. da Silva com desenhos de Walmir Amaral e Moacir Rodrigues Soares, a história é ambientada na Antiguidade, mostrando os continentes hipotéticos Atlântida e Lemúria com tecnologias avançadas como armas de raio e discos voadores.
Em 1968, a EDREL publicou a série Pabeyma, escrita por Nelson Ciabattari y Cunha com desenhos de Paulo Fukue, Pabeyma se inspirada na teoria dos astronautas antigos, o personagem-título é o resultado de uma experiência feita por alienígenas que chegaram na Terra durante a pré-história, Pabeyma foi criado por tupi-guaranis e se tornou uma espécie de herói e diplomata. Cunha escreveu um livro sobre o tema: Os Deuses Eram Astronautas - Origem dos Deuses e Semideuses (EDREL, 1968). Pabeyma estreou em 1964 como uma tira diária publicada no Jornal Paulista.
Em 1970, a Editora Taika publica um candidato a primeiro romance gráfico (graphic novel) brasileiro O Filho de Satã escrito por Rubens Francisco Lucchetti com desenhos de Nico Rosso, a história é parte de O Criador de Monstros publicado em 1949 como um folhetim no jornal Diário da Manhã, de Ribeirão Preto, também foi publicado como livro com o título A Maldição do Sangue de Lobo, publicado em 1974 pela Cedibra na coleção Trevo Negro e O Abominável Dr. Zola (2016, Editorial Corvo).
Em 1975, na sexta edição da revista O Bicho, foi publicada a história A Terra,  roteirizada por Dirceu Amadio, com desenhos de Luiz Eduardo Oliveira, que assina como Leo, anos depois, Leo publicaria a série ficção científica Mondes d'Aldébaran no mercado de quadrinhos franco-belga.
Na oitava edição da revista Spektro da Editora Vecchi, publicada em 1978, Watson Portela publica Paralela, uma história de ficção científica com um cangaceiro chamado Asa Branca.
Na Grafipar, Franco de Rosa publicou Zamor, o selvagem, ilustrado por Watson Portela, Mozart Couto  e Gustavo Machado, a série contava a história de guerreiro usando uma faca tecnológica durante o período da lendária Atlântida.
Em 1984, Deodato Borges e o filho Deodato Borges Filho publicam o álbum independente 3000 Anos Depois, uma história pós-apocalíptica. A história também foi publicada na revista Schwermetall, a versão local da revista francesa Métal Hurlant e na revista Andróide da Press Editorial. 3000 Anos Depois e no mercado americano com o título Fallout 3000.
Além da Andróide a Press Editorial publica outras antologias como Superficção, Contato Imediato e Radar, com trabalhos de E. C. Nickel, Mozart Couto, Watson Portela, entre outros.
Em 1985, Gilberto Camargo publica pela editora pela editora Maciota/Press de Franco de Rosa e Paulo Paiva, a série de fantasia científica Jadhy, a caçadora, desenhada por ele e arte-finalizada por Rodval Matias Em 2010, publicou o livro independente Jadhy: o mistério dos símbolos. Na revista Mundo do Terror, Mozart Couto ilustrou a série de ficção pré-histórica O Símio, parceria com o roteirista Júlio Emílio Braz.
Entre 1987 e 1989, o jornal O Globo publica a tira de jornal Leão Negro de Cynthia Carvalho (roteiro) e Ofeliano de Almeida (desenhos), a série conta a história de leão antropomorfizado em um planeta sem nome.
Em 1990, a editora ICEA publica a revista Os Guerreiros de Jobah, com histórias de fantasia e ficção científica de autores como Gedeone Malagola, Alvimar Pires dos Anjo, Ofeliano de Almeida, Dag Lemos, E. C. Nickel, Júlio Emílio Braz, Mike Deodato e Elmano Silva, além de publicar o conto cyberpunk Duelo Neural, um dos primeiros trabalhos publicados do escritor Roberto de Sousa Causo.
A editora Asteróide publica a antologia em formatinho Superalmanaque Astronauta, com trabalhos de Paulo Hamasaki, Wanderley Felipe, Eduardo Schaal, Lourenço Mutarelli, Sérgio Peixoto, Álvaro Omine, Kiko Machado, Allan, Daniel Lopes, Hans, Rock, além dos argentinos José Málaga e Mosquil.
Em 1992, Marcelo Cassaro cria a raça alienígena metaliana para a revista do heróis japonês Jaspion publicada pela Editora Abril, em 1995, eles reaparecem no romance Espada da Galáxia, em 1997, surge a mini-série U.F.O. Team, ilustrada por Joe Prado com a participação do Capitão Ninja, personagem criado como uma sátira de personagens de vídeo games, e no ano seguinte, o one-shot Predakonn. Em 2014, a Jambô Editora publicou Projeto AYLA, escrito por Cassaro e ilustrado por Eduardo Francisco.
Em 1998, chegava às bancas a minissérie Spirit of Amazon da NW Studios, criação do roteirista Orlando Paes Filho com arte de Rodrigo Pereira. A gênese dessa obra remontava a 1978, quando foi originalmente desenvolvida como Planeta Azul, a HQ combinava conscientização ecológica, presença extraterrestre e visual característico dos super-heróis da década de 1990. O lançamento de Terra 1 da Editora Abril no mesmo ano gerou controvérsia. Publicada sob o recém-criado selo Abril Comics, a série contava com textos de David Campiti e Sérgio Figueiredo, além de marcantes capas assinadas por Mike Deodato. As similaridades temáticas entre os dois projetos - ambas abordando ecologia, alienígenas e estética dos super-heróis dos anos 90 - levantaram suspeitas de plágio. Figueiredo, embora admitisse que Paes Filho havia submetido seu projeto à editora anteriormente, defendia a originalidade de Terra 1. Apesar da polêmica, Spirit of Amazon alcançou projeção internacional ao ser relançada nos Estados Unidos em 2003 pela própria editora NW.
Em 2001, é lançado de forma independente, o primeiro álbum da série Gilvath, com roteiros de Alvimar Pires dos Anjos e desenhos de Mozart Couto, o álbum conta a história do bárbaro de mesmo nome que volta no tempo para modificar a realidade de seu povo escravizado, o sexto e último álbum foi lançado em 2011.
Em 2002, surge a webcomic A Mortífera Maldição da Múmia, de 2002, baseada em um conto de Carlos Orsi para a série Intempol, adaptada por Rodrigo Martins, Carlos Felipe Figueiras, Gustavo Novaes e Felipe Moura), a HQ também foi lançada em um CD-ROM durante o Anime Friends daquele ano. Em 2005, foi lançado pela editora Comic Store, a primeiro graphic novel baseada em um conto da série, The Long Yesterday, de Osmarco Valladão, com ilustrações de Manoel Magalhães, no ano seguinte, a revista Wizard Brasil #31 publica Belvedere Blues, uma nova história ambientada em Intempol produzida pela dupla, ambas utilizando o estilo linha clara europeu.
O professor universitário e quadrinista Edgar Franco criou um universo compartilhado conhecido como Aurora Biocibertecnológica ou Aurora Pós-Humana que é explorado no fanzine Biocyberdrame (2000), BioCyberDrama (parceria com Mozart Couto), da revista Artlectos e Pós-humanos e  as histórias em quadrinhos digitais NeoMaso Prometeu, Ariadne e o Labirinto Pós-humano e brinGuedoTeCA 2.0 e explora temas como invasão alienígena, genética, telemática, robótica, biônica, ciborgues, inteligência artificial e extropia.
Em 2008, nas páginas da revista Tempestade Cerebral é lançada a série Valkíria de Alex Mir (roteiro) e Alex Genaro (desenhos), a série mostra a personagem epónima vivendo um mundo em um cenário pós-apocalíptico com animais pré-históricos, a série foi publicada também na revista Lorde Kramus, como webcomic no site Petisco, pela Editora Draco na antologia Imaginários em Quadrinhos e no álbum Valkíria - A Fonte da Juventude, e em álbuns independentes publicadas atráves de campanha de financiamento coletivo na Plataforma Catarse.
Em 2008, a Devir publica a graphic novel Taikodom: Eterno Retorno vol. 1, escrita por Roctavio de Castro e ilustrada por Eduardo Ferrara e cores de  Weberson Santiago e outros, a primeira edição trazia um CD-ROM de instalação do jogo. no mesmo ano, é lançada a webcomic do gênero space opera Exploradores do Desconhecido de Gian Danton (roteiro) e Jean Okada (desenhos), Danton escreveu uma novela ilustrada por JJ Marreiro, publicada no formato e-book, Os três trabalharam com o personagem Astronauta de Mauricio de Sousa na série de álbuns MSP 50, que traziam releituras de personagens criados por Mauricio de Sousa Marreiro é autor do Beto Foguete, um herói espacial retrô publicado em webcomics, as influências de Danton e Marreiro clássicos como Perry Rhodan, Star Trek, Flash Gordon e os quadrinhos da Era de Ouro dos comics, como a revista Planet Comics da editora Fiction House. Em O Coronel, publicada em MSP 50 (2009), a dupla Osmarco Valladão e Manoel Magalhães adaptam uma história de mesmo nome criada por eles, substituindo o soldado da história original pelo Astronauta, em 2012, Editora Nemo publica a versão original de O Coronel.
Em 2010, a editora independente Jupiter II de José Salles lança a antologia em quadrinhos Space Opera, contando as presenças de Leonardo Santana, Gian Danton, Ricardo Anderson, Téo Pinheiro, Rosendo Caetano, Claudinei Ribeiro e Will, a revista durou 2 edições e trouxe as séries Andrômeda e Novas Amazonas, escritas por Leonardo Santana e um conto da série Exploradores do Desconhecido, escrito por Gian Danton e ilustrado por Jean Okada.
Em 2012, a Draco publica Para Tudo Se Acabar na Quarta-Feira, outra história de Intempol, com roteiro de Octavio Aragão e arte de Manoel Ricardo, no ano seguinte, publicou a antologia Imaginários em Quadrinhos, em 2015, publica a pós-apocalíptica Apagão – Cidade Sem Lei/Luz, de Raphael Fernandes, viabilizada através de uma campanha de financiamento coletivo na plataforma Catarse.
Em 2012 Panini Comics publica o primeiro volume da coleção Graphic MSP Astronauta: Magnetar, protagonizada pelo personagem Astronauta de Mauricio de Sousa, escrita e ilustrada por Danilo Beyruth com cores de Chris Peter, com pesquisas em física e navegação para dar verossimilhança à trama. Suas referências incluíram filmes como Alien - O Oitavo Passageiro e 2001: Uma Odisseia no Espaço, equilibrando rigor científico da ficção científica hard com a aventura pulp. Em 2013, foi lançada uma graphic novel do homem das cavernas Piteco, escrita e desenhada por Shiko, Piteco: Ingá, inspirada na Pedra do Ingá, na Paraíba.
Em 2014, foi lançada Astronauta: Singularidade, novamente por Danilo Beyruth e Cris Peter. Uma terceira história foi anunciada para 2016. A Draco publicou antologias de quadrinhos de ficção científica,  em 2016, publicou O Despertar de Cthulhu em Quadrinhos (baseada nos Mitos de Cthulhu de H. P. Lovecraft), em 2017 publicou Space Opera em Quadrinhos e em 2018, publicou Periferia Cyberpunk.
Em 2013,  Eduardo Schaal, Diego Sanches, Aluísio Santos e Eduardo Ferigato lançam a campanha financiamento coletivo da série QUAD, ambientada e um futuro pós-apocalíptico provocado por uma tempestade solar.
Em 2014, o quadrinista Klebs Junior lança uma campanha de financiamento coletivo para publicar Pátria Armada, uma HQ de história alternativa e pós-apocalíptica sobre um guerra civil surgida após o Golpe Militar de 1964 e o surgimento de seres com habilidades sobre-humanas.
Em 2017, a Panini lança a terceira graphic novel do Astronauta por Danilo Beyruth, Astronauta: Assimetria. Pela Draco, o roteirista Zé Wellington lança as HQs - Steampunk Ladies: Vingança a Vapor (2015), com desenhos de Di Amorim e Wilton Santos, cores de Ellis Carlos e letras e grafismos por Deyvison Manes. e Cangaço Overdrive (2018) com layout de Walter Geovani, desenhos de Luiz Carlos B. Freitas, arte-final de Rob Lean, Dika Araújo e cores de Tiago Barsa e Mariane Gusmão, junto com a HQ, Wellington lançou o cordel Cangaço Overdrive: Passado e futuro. Também em 2018, a Panini publica a quarta graphic novel do Astronauta por Danilo Beyruth, Astronauta: Entropia. Em 2019, a Panini publica Piteco: Fogo, escrita e desenhada por Eduardo Ferigato. Em setembro de 2020, é lançada a quinta graphic novel de Astronauta por Danilo Beyruth, Astronauta: Parallax.
Em 2018, Francélia Pereira lançou um spin-off da série Habitantes do Cosmos, a HQ Artemísia - O Muiraquitã Original, com desenhos de Ton Lima. É lançada a webcomic A Todo Vapor!, ambientada no universo de Brasiliana Steampunk, escrita por Enéias Tavares, arte de Fred Rubim e capas de Vitor Berserk, publicada no site CosmoNerd.
Em dezembro de 2021, a editora Caligari lançou a antologia de quadrinhos Intempol - Agora, com quadrinhos por Octávio Aragão, Carlos Hollanda, Manoel Magalhães, Letícia Pusti, Marsal Branco, Osmarco Valadão, Lidiane Cordeiro, Manel Fogo, Bianca Bernardi, Edgar Franco e capa de Leo, a Panini Comics lança Piteco: Presas, mais uma graphic novel do selo Graphic MSP assinada por Eduardo Ferigato. Em 2022, é lançada a sexta e última graphic novel do Astronauta por Danilo Beyruth: Astronauta: Convergência. A editora Kitembo Edições Literárias lança a antologia Almanaque Kitembo: Quadrinhos Afrofuturistas.

### RPGs
O primeiro role-playing game de ficção científica brasileiro foi Millenia, um jogo do gênero space opera militar criado por Paulo Vicente Alves e Ygor Morais Silva e publicado em 1995 pela GSA.
Em 1996, Cassaro adapta o romance Espada da Galáxia para o RPG Invasão!, co-escrito com Marcelo Del Debbio, posteriormente, a HQ U.F.O. Team foi adaptada para o sistema 3D&T, criado por Cassaro. O  autor chegou a anunciar um projeto de adaptação para o sitema GURPS publicado no Brasil pela Devir, contudo, o projeto não foi impresso e lançado apenas como um e-book gratuito.
Houve duas tentativas de adaptação do universo Intempol para os sistemas GURPS e Opera, contudo, ambos os projetos foram cancelados. Em 2012, a RedBox lançou o cenário retrô Space Dragon para seu sistema Old Dragon.
J. M. Beraldo adaptou seu romance Véu da Verdade para Pathfinder Roleplaying Game da Paizo Publishing para o mercado americano com o nome Veil of Truth – Space Opera Rules and Setting. O autor não pode lançar em língua portuguesa devido a licença da editora Paizo, que só permitiria caso houvesse alguma publicação oficial no país. Em 2020, lançou Veil of Truth - Space Opera Campaign Primer para Starfinder, o spin-off space opera da Pathfinder.
É lançado o RPG baseado em O Último Ancestral de Alê Santos,  a publicação teve edição de Oghan NThanda, direção de arte de Thiago Mello e Douglas Duarte, e capa de Erika Sayase, o jogo usa as regras de Kalymba, RPG brasileiro inspirado em culturas e religiões africanas.